# 埃夫龙
埃夫龙（法語：Évron，法語發音：[evʁɔ̃]），法国西北部城市，卢瓦尔河地区大区马耶讷省的一个市镇，隶属于马耶讷区，其市镇面积为68.24平方公里，2022年1月1日时人口数量为8,380人，是该省人口第四多的市镇，在法国城市中排名第1,211位。
埃夫龙位于马耶讷省东部，是一个区域性的中心城市，巴黎—布雷斯特铁路和多条公路在此交汇。

## 地名来源
“Évron”一名的来源尚存在争议，该名称可能出自凯尔特语“eburo”，意为“红豆杉”；亦可能出自高卢人名Eburos。
1801年以前，埃夫龙的官方名称拼写为Evron。

## 历史

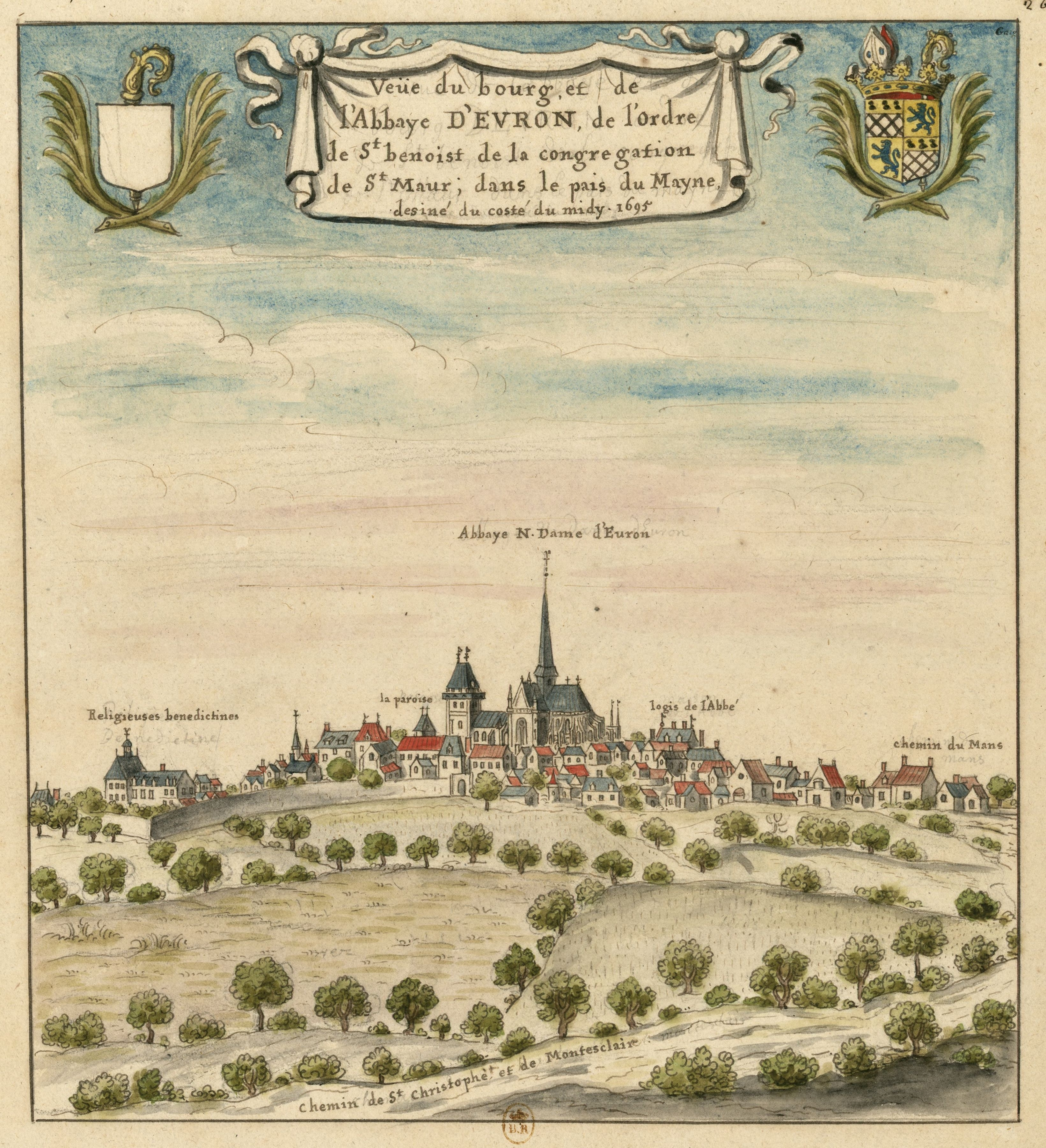
17世纪末的埃夫龙（绘画）

埃夫龙的早期历史尚不清楚。根据当地官方网站的论述，埃夫龙境内最初的人类活动遗迹可追溯至公元前五世纪，但当地直到公元7世纪才形成聚落。埃夫龙的城市发展与当地642年创建的修道院密切相关。中世纪中期，随着修道院的扩建壮大，埃夫龙逐渐成为一个区域性的文化中心，当地城市亦得到扩张。路易九世曾于1236年到访埃夫龙。英法百年战争期间，埃夫龙曾一度被英格兰军队占领。宗教战争期间，新教徒曾于1577年攻占埃夫龙，此后当地为加强军事防御而兴建了城墙。法国大革命后，埃夫龙成为马耶讷省的一个市镇。1855年，途径埃夫龙的巴黎—布雷斯特铁路建成通车。普法战争勒芒战役后，普鲁士军队占领了埃夫龙。第二次世界大战期间，埃夫龙被纳粹德军占领，当地民间曾形成抵抗运动组织。战争结束后，埃夫龙监狱曾关押了近两千名德国战俘。20世纪中后期，埃夫龙逐渐发展成为一个农业及农副产品商贸中心。自2016年3月30日起，埃夫龙由拉瓦勒区划入马耶讷区。2019年1月1日，沙特尔拉福雷和圣克里斯托夫迪吕阿两个市镇并入埃夫龙。

## 地理

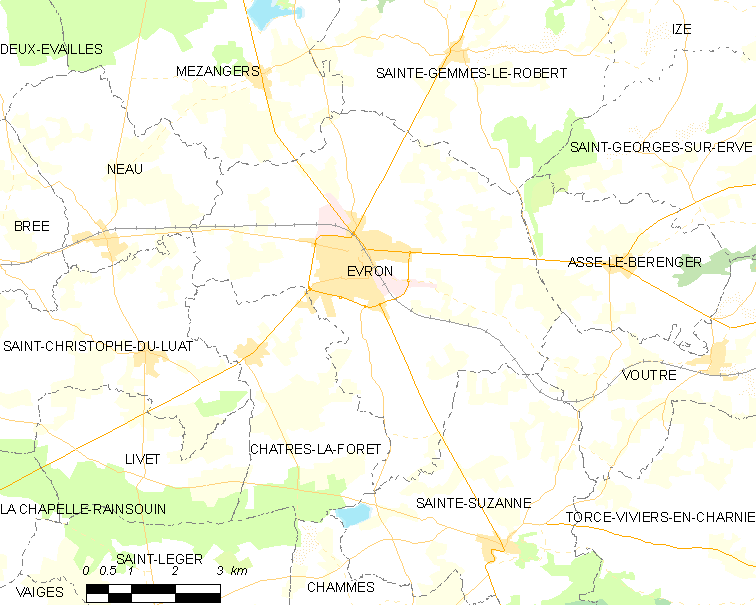
埃夫龙市镇范围地图
（2019年以前）

埃夫龙位于法国西北部，卢瓦尔河地区大区北部和马耶讷省东部，距离省会拉瓦勒大约33公里。与埃夫龙接壤的市镇包括：诺、布雷、梅藏热、圣热姆勒罗贝尔、蒙叙尔、拉沙佩勒兰苏安、阿塞勒贝朗热、武特雷、利韦、圣莱热和圣苏珊和沙姆。

### 地形
埃夫龙位于下曼恩地区，境内以平原为主，市镇中心地势较为平坦，东部市镇边缘地带略有起伏，全境海拔在74到200米之间。

### 水文
埃夫龙位于卢瓦尔河流域范围内，茹阿讷河自东向西流经市镇范围北界，其左岸支流大门溪（ruisseau des Grandes Portes）、沙特尔溪（ruisseau de Châtres）、莱普拉斯溪（ruisseau des Places）等流经境内。

### 植被
埃夫龙属于温带阔叶混交林区，勒布莱公园（Parc du Boulay）是当地主要的城市绿地，林地则多分布于河流附近。
在鲜花城市的评比中，埃夫龙被评为2星级鲜花城市。

### 气候
埃夫龙在柯本气候分类法中属于温带海洋性气候（Cfb）。
埃夫龙境内设有气象站，以下为该气象站的数据（其中日照数据取自拉瓦勒气象站）：
| 埃夫龙 1981年－2019年 | 埃夫龙 1981年－2019年 | 埃夫龙 1981年－2019年 | 埃夫龙 1981年－2019年 | 埃夫龙 1981年－2019年 | 埃夫龙 1981年－2019年 | 埃夫龙 1981年－2019年 | 埃夫龙 1981年－2019年 | 埃夫龙 1981年－2019年 | 埃夫龙 1981年－2019年 | 埃夫龙 1981年－2019年 | 埃夫龙 1981年－2019年 | 埃夫龙 1981年－2019年 | 埃夫龙 1981年－2019年 |
| 月份                  | 1月                   | 2月                   | 3月                   | 4月                   | 5月                   | 6月                   | 7月                   | 8月                   | 9月                   | 10月                  | 11月                  | 12月                  | 全年                  |
| --------------------- | --------------------- | --------------------- | --------------------- | --------------------- | --------------------- | --------------------- | --------------------- | --------------------- | --------------------- | --------------------- | --------------------- | --------------------- | --------------------- |
| 历史最高温 °C（°F）   | 16 (61)               | 19.8 (67.6)           | 23.8 (74.8)           | 29 (84)               | 33.9 (93.0)           | 37.2 (99.0)           | 39.5 (103.1)          | 39.5 (103.1)          | 35.4 (95.7)           | 29.5 (85.1)           | 22 (72)               | 16.9 (62.4)           | 39.5 (103.1)          |
| 平均高温 °C（°F）     | 7.7 (45.9)            | 8.8 (47.8)            | 12.3 (54.1)           | 15.3 (59.5)           | 19.2 (66.6)           | 22.6 (72.7)           | 24.8 (76.6)           | 24.8 (76.6)           | 21.5 (70.7)           | 16.6 (61.9)           | 11.2 (52.2)           | 8 (46)                | 16.1 (61.0)           |
| 日均气温 °C（°F）     | 4.8 (40.6)            | 5.2 (41.4)            | 7.9 (46.2)            | 10.1 (50.2)           | 13.9 (57.0)           | 16.9 (62.4)           | 18.9 (66.0)           | 18.7 (65.7)           | 15.8 (60.4)           | 12.3 (54.1)           | 7.7 (45.9)            | 5.1 (41.2)            | 11.4 (52.5)           |
| 平均低温 °C（°F）     | 1.8 (35.2)            | 1.5 (34.7)            | 3.4 (38.1)            | 5 (41)                | 8.6 (47.5)            | 11.2 (52.2)           | 13 (55)               | 12.6 (54.7)           | 10.1 (50.2)           | 8 (46)                | 4.3 (39.7)            | 2.2 (36.0)            | 6.8 (44.2)            |
| 历史最低温 °C（°F）   | −15.9 (3.4)           | −14 (7)               | −10.8 (12.6)          | −4.1 (24.6)           | −3.5 (25.7)           | 0.7 (33.3)            | 4 (39)                | 2.9 (37.2)            | −0.5 (31.1)           | −4.5 (23.9)           | −8.4 (16.9)           | −16 (3)               | −16 (3)               |
| 平均降水量 mm（）     | 83.6 (3.29)           | 61.5 (2.42)           | 59.9 (2.36)           | 55.6 (2.19)           | 66.8 (2.63)           | 49.4 (1.94)           | 57 (2.2)              | 40.9 (1.61)           | 67.4 (2.65)           | 80.7 (3.18)           | 74.6 (2.94)           | 86.8 (3.42)           | 784.2 (30.87)         |
| 月均日照時數          | 63.4                  | 85.5                  | 125.3                 | 151.5                 | 197.2                 | 214.2                 | 207.6                 | 216.9                 | 164.5                 | 105.2                 | 69.2                  | 54.9                  | 1,655.4               |
| 来源：infoclimat.fr   |                       |                       |                       |                       |                       |                       |                       |                       |                       |                       |                       |                       |                       |

## 行政区划
埃夫龙的市镇编号为53097，邮政编号为53150（沙特尔拉福雷为53600）。
在行政管理方面，埃夫龙隶属于法国卢瓦尔河地区大区马耶讷省马耶讷区；在地方选举方面，埃夫龙是埃夫龙县的中央投票站所在地，其市镇范围全境被划入马耶讷省第一选区；在社会管理方面，埃夫龙是科埃夫龙市镇公共社区的办公驻地。
截至2024年1月，埃夫龙市镇范围内暂无任何城市敏感街区及城市政策优先街区。
法国国家统计与经济研究所（简称）在进行数据统计时，将埃夫龙市镇单独设为埃夫龙城市核心区（Unité urbaine d'Évron），并将包括核心区在内的周边共8个市镇划为埃夫龙城市区（Aire urbaine d'Évron）。自2020年起，埃夫龙城市区被包含18个市镇的埃夫龙城市辐射区代替。此外，还将埃夫龙旧市镇分为了4个“块区”（IRIS），另将沙特尔拉福雷和圣克里斯托夫迪吕阿各自看作独立块区，以便于统计人口分布情况。

## 交通

### 公路
马耶讷省省道D7线、D20线、D32线、D234线、D235线和D272线在埃夫龙境内交汇。卢瓦尔河地区大区公共交通（商业名称为“Aleop”）下属的马耶讷省城际客运112线（校车线路）经停埃夫龙，可直达马耶讷。
| 2 | 18 |

| （西行） |

| 拉瓦勒 | 34 |

| 蒙叙尔 | 13 |

| （北行） |

| 马耶讷 | 26 |

| 维莱讷拉瑞埃勒 | 25 |

| （其它方向） |

| 锡耶勒纪尧姆 | 22 |

| 萨布莱 | 39 |

2020年，73%的埃夫龙家庭拥有至少一辆私人汽车。2021年，埃夫龙境内共发生各类交通事故2起，造成2人重伤。

### 铁路

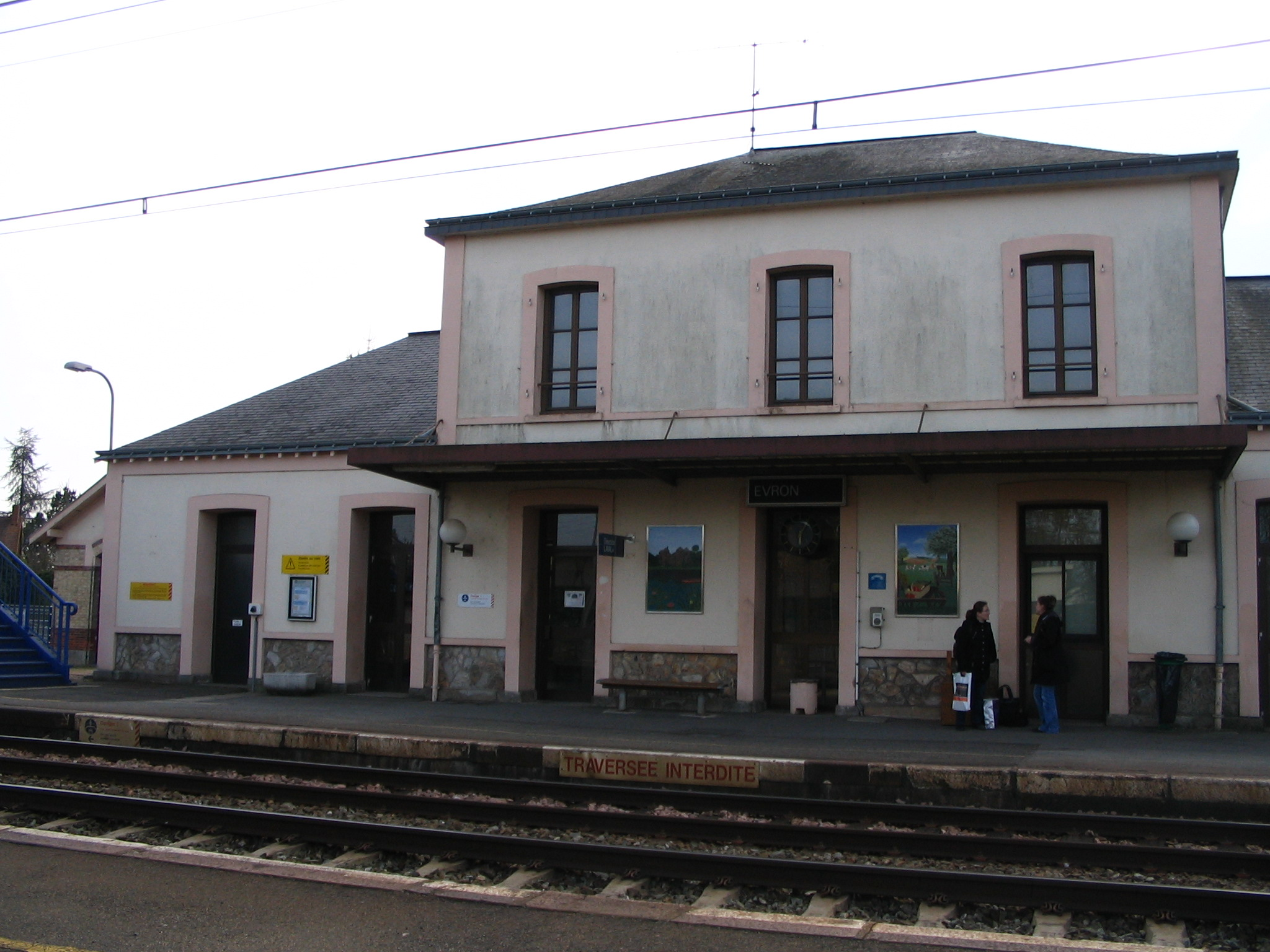
埃夫龙火车站

埃夫龙位于巴黎－布雷斯特铁路上。埃夫龙站位于市区中东部，停靠往返于勒芒和拉瓦勒一线的区域列车，部分班次可直通雷恩。

### 航空
埃夫龙距离雷恩机场的公路里程大约109公里。

### 城市公共交通
截至2024年1月，埃夫龙暂无城市公共交通系统。

## 政治

### 市政内阁

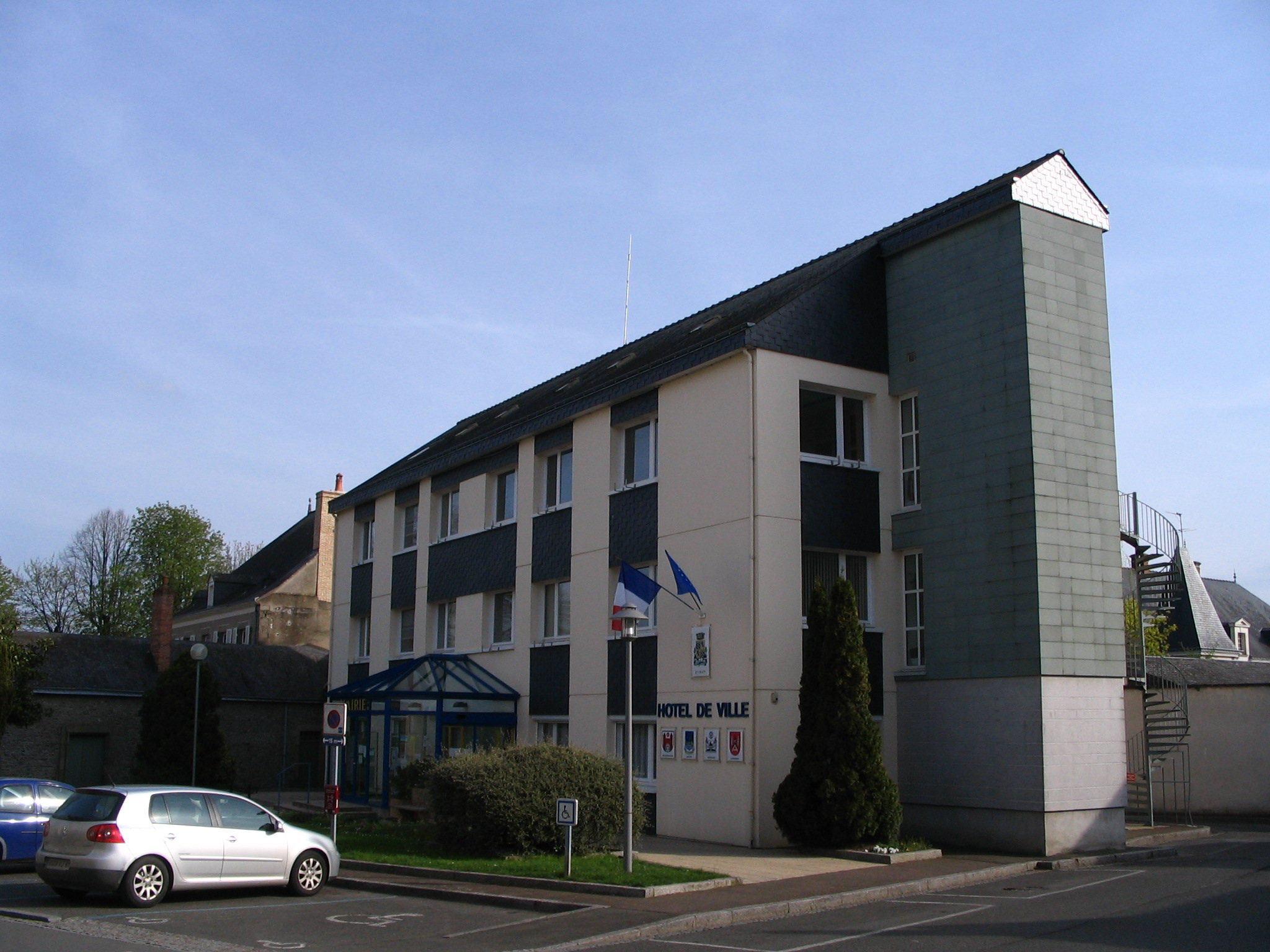
埃夫龙市政厅

埃夫龙的现任市长为若埃尔·巴朗德罗先生（Joël BALANDRAUD），他是一名中间派，在2020年的市政选举中获得了100.00%的支持率（无其他候选人）。
| 埃夫龙历届市长 | 埃夫龙历届市长                  | 埃夫龙历届市长                                                       |
| 任期           | 市长                            | 党派                                                                 |
| -------------- | ------------------------------- | -------------------------------------------------------------------- |
| 1944年－1950年 | Henri ROSSIGNOL 亨利·罗西尼奥尔 | 不详                                                                 |
| 1951年－1977年 | Raoul VADEPIED 拉乌尔·瓦德皮耶  | MRP人民共和运动 →CDP进步与民主中心 →UDF法国民主联盟 →CDS社会民主中心 |
| 1977年－1983年 | Henri BREUX 亨利·布勒           | DVD右翼无党派人士                                                    |
| 1983年－1995年 | Hubert GUENIFFEY 于贝尔·格尼费  | DVD右翼无党派人士                                                    |
| 1995年－2006年 | Michel NICOLAS 米歇尔·尼古拉    | RPR保衛共和聯盟 →UMP人民运动联盟                                     |
| 2006年－2008年 | André ROCTON 安德烈·罗克东      | UMP人民运动联盟                                                      |
| 2008年－2014年 | Joël BEDOUET 若埃尔·伯杜埃      | DVG左翼无党派人士                                                    |
| 2014年－       | Joël BALANDRAUD 若埃尔·巴朗德罗 | DVC混杂中间派                                                        |

### 各级选举
| 埃夫龙历届投票选举结果 | 埃夫龙历届投票选举结果 | 埃夫龙历届投票选举结果 | 埃夫龙历届投票选举结果 | 埃夫龙历届投票选举结果            | 埃夫龙历届投票选举结果 | 埃夫龙历届投票选举结果 | 埃夫龙历届投票选举结果            | 埃夫龙历届投票选举结果 | 埃夫龙历届投票选举结果 |
| 选举项目               | 选举范围               | 选区单位               | 选区单位内的选举结果   | 选区单位内的选举结果              | 选区单位内的选举结果   | 选区单位内的选举结果   | 选区单位内的选举结果              | 选区单位内的选举结果   | 参考资料               |
| 选举项目               | 选举范围               | 选区单位               | 第一轮胜出者           | 第一轮胜出者                      | 支持率                 | 第二轮胜出者           | 第二轮胜出者                      | 支持率                 | 参考资料               |
| ---------------------- | ---------------------- | ---------------------- | ---------------------- | --------------------------------- | ---------------------- | ---------------------- | --------------------------------- | ---------------------- | ---------------------- |
| 2017年法國總統選舉     | 法國                   | 埃夫龙                 |                        | 弗朗索瓦·菲永                     | 31.49%                 |                        | 埃马纽埃尔·马克龙                 | 67.18%                 | [ 28 ]                 |
| 2017年法國總統選舉     | 法國                   | 沙特尔拉福雷           |                        | 埃马纽埃尔·马克龙                 | 26.64%                 |                        | 埃马纽埃尔·马克龙                 | 67.19%                 | [ 28 ]                 |
| 2017年法國總統選舉     | 法國                   | 圣克里斯托夫迪吕阿     |                        | 玛丽娜·勒庞                       | 31.88%                 |                        | 埃马纽埃尔·马克龙                 | 55.06%                 | [ 28 ]                 |
| 2017年法国立法选举     | 马耶讷省第一选区       | 埃夫龙                 |                        | 萨米亚·苏尔塔尼-维涅龙            | 33.22%                 |                        | 纪尧姆·加罗                       | 58.78%                 | [ 28 ]                 |
| 2017年法国立法选举     | 马耶讷省第一选区       | 沙特尔拉福雷           |                        | 纪尧姆·加罗                       | 26.89%                 |                        | 纪尧姆·加罗                       | 59.07%                 | [ 28 ]                 |
| 2017年法国立法选举     | 马耶讷省第一选区       | 圣克里斯托夫迪吕阿     |                        | 萨米亚·苏尔塔尼-维涅龙            | 25.59%                 |                        | 纪尧姆·加罗                       | 66.35%                 | [ 28 ]                 |
| 2019年欧洲议会选举     | 法國                   | 市镇                   |                        | 若尔丹·巴尔代拉                   | 24.9%                  | （不适用）             | （不适用）                        | （不适用）             | [ 30 ]                 |
| 2021年法国省级选举     | 马耶讷省               | 县                     |                        | 若埃尔·巴朗德罗 桑德里娜·加卢瓦耶 | 65.98%                 |                        | 若埃尔·巴朗德罗 桑德里娜·加卢瓦耶 | 81.91%                 | [ 31 ]                 |
| 2021年法国省级选举     | 马耶讷省               | 市镇                   |                        | 若埃尔·巴朗德罗 桑德里娜·加卢瓦耶 | 71.16%                 |                        | 若埃尔·巴朗德罗 桑德里娜·加卢瓦耶 | 83.55%                 | [ 31 ]                 |
| 2021年法国大区选举     |                        | 市镇                   |                        | 纪尧姆·加罗                       | 40.93%                 |                        | 克丽丝泰勒·莫朗赛                 | 46.95%                 | [ 32 ]                 |
| 2022年法国总统选举     | 法國                   | 市镇                   |                        | 埃马纽埃尔·马克龙                 | 34.32%                 |                        | 埃马纽埃尔·马克龙                 | 58.04%                 | [ 28 ]                 |
| 2022年法国立法选举     | 马耶讷省第一选区       | 市镇                   |                        | 纪尧姆·加罗                       | 44.15%                 |                        | 纪尧姆·加罗                       | 62.87%                 | [ 28 ]                 |

## 人口
2020年，埃夫龙市镇人口数量为8,667，在法国排名第1,211位。其中男性4,185人，女性4,482人，75岁及以上人口占13.7%，外籍人口数量为211人，人口密度为244人/平方公里，当地居民被称为（男性）或（女性）。2022年，埃夫龙境内出生57人，死亡人口159人。
| 埃夫龙1901年－2021年人口变化情况 |
|                                  |
| 数据来源：Cassini、INSEE         |

## 经济

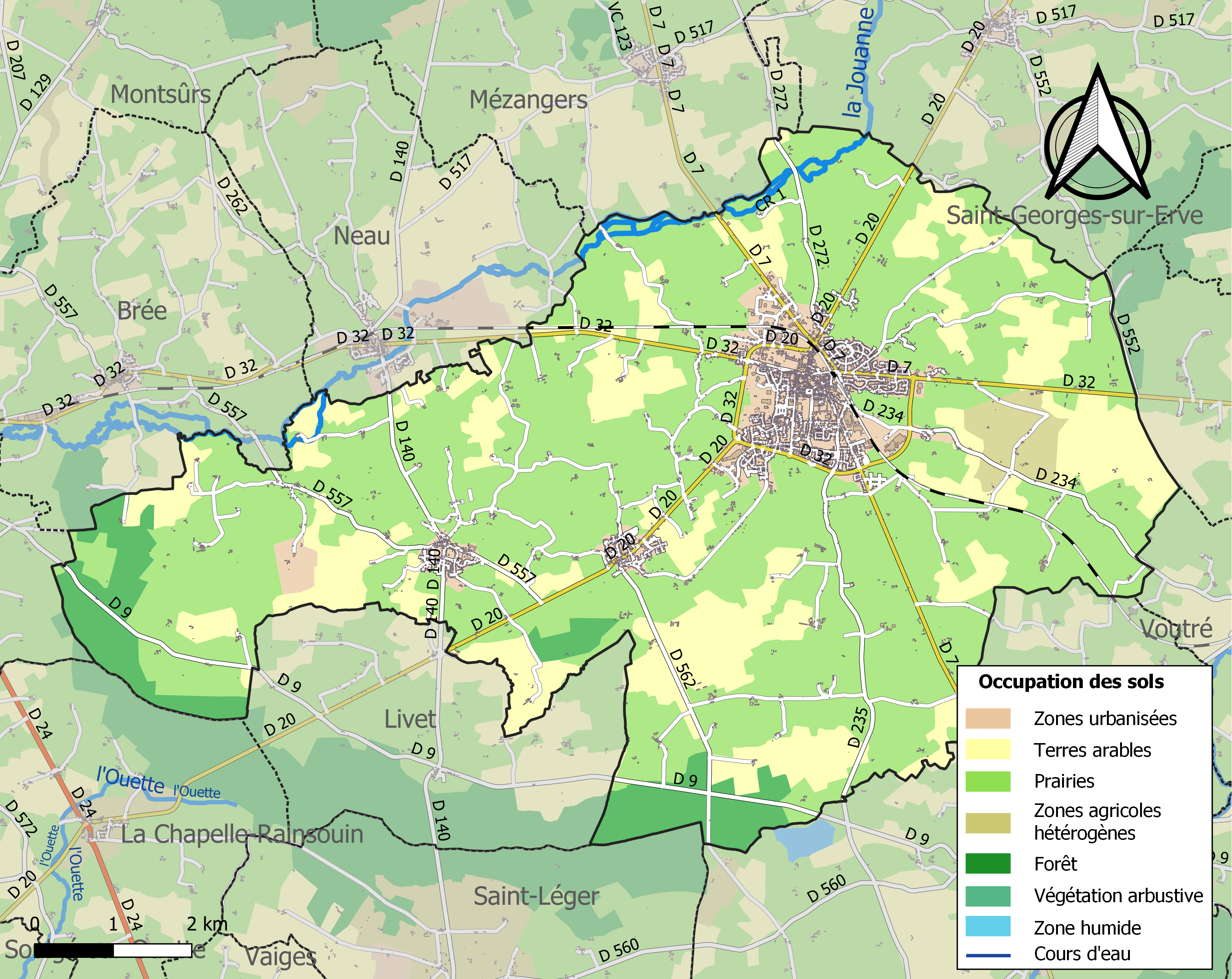
埃夫龙土地利用情况地图

埃夫龙是一个区域性的中心城市，隶属于拉瓦勒工商局（Registre du commerce et des sociétés de Laval）。截至2023年底，埃夫龙市镇范围内共有各类用人单位（包含自雇）965家，比上一年同期新增23家，平均历史为18年，其中97.15%为中小型企业（PME），2023年11月至2024年1月间，当地的经济活力指数为0.41%。

## 财政与居民收入
2021年，埃夫龙的财政收入总额为5,381,400欧元，财政支出总额为3,354,760欧元，当年的债务总额为7,189,410欧元。2021年，埃夫龙市镇通过增值税获得573,170欧元的收入，此外当地还共获得了918,330欧元的国家直接财政补助。
| 埃夫龙居民收入情况                               | 埃夫龙居民收入情况 | 埃夫龙居民收入情况    | 埃夫龙居民收入情况 |
| 内容                                             | 埃夫龙             | 法国                  | 统计年份           |
| ------------------------------------------------ | ------------------ | --------------------- | ------------------ |
| 征税家庭总数                                     | 3,864              | 1,081（法国市镇平均） | 2022年             |
| 居民平均月收入                                   | 2,031欧元          | 2,435欧元             | 2022年             |
| 高级职员人均月收入                               | 3,542欧元          | 4,331欧元             | 2021年             |
| 中级职员人均月收入                               | 2,287欧元          | 2,470欧元             | 2021年             |
| 普通职员人均月收入                               | 1,755欧元          | 1,801欧元             | 2021年             |
| 贫困率                                           | 12%                | 14.5%                 | 2020年             |
| 青壮年（15至64岁）失业率                         | 11.4%              | 7.4%                  | 2020年             |
| 征税家庭数量占比                                 | 40.7%              | 45.5%                 | 2020年             |
| 家庭年均纳税                                     | 1,751欧元          | 4,393欧元             | 2022年             |
| 资料来源：INSEE、L'Internaute、Le Journal du Net |                    |                       |                    |

## 社会事务

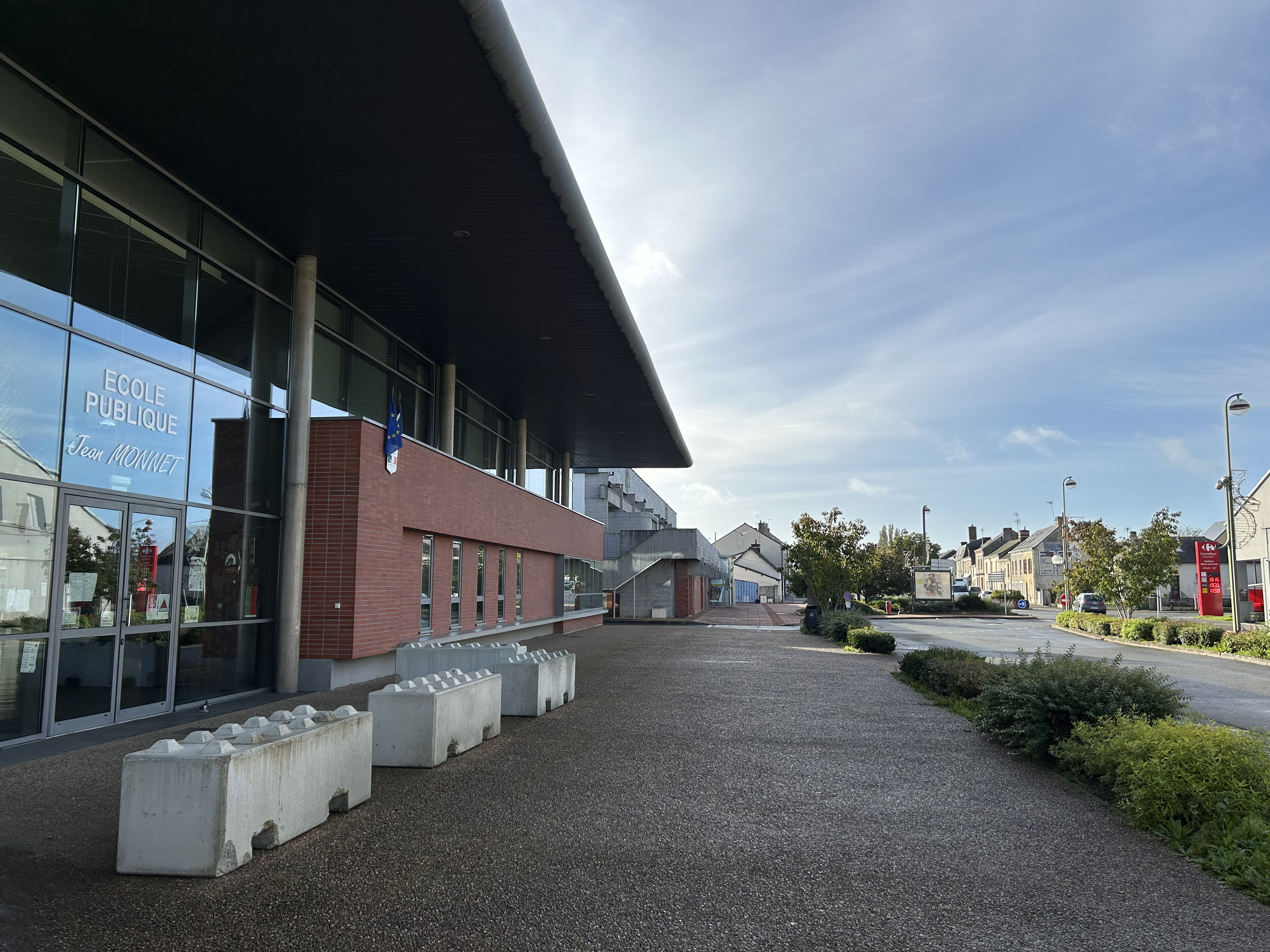
让·莫奈中心学校

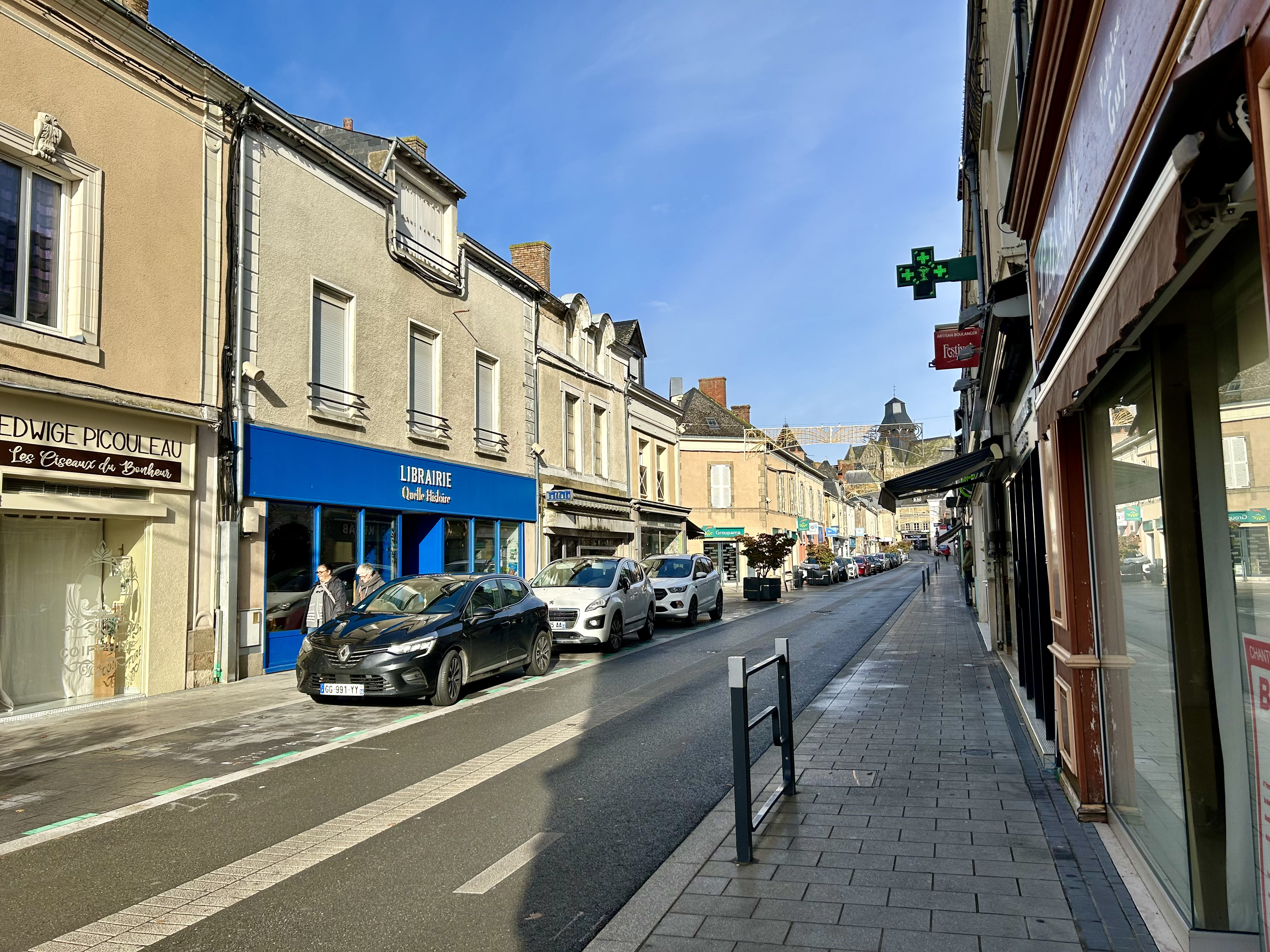
埃夫龙镇中心的莱普雷街

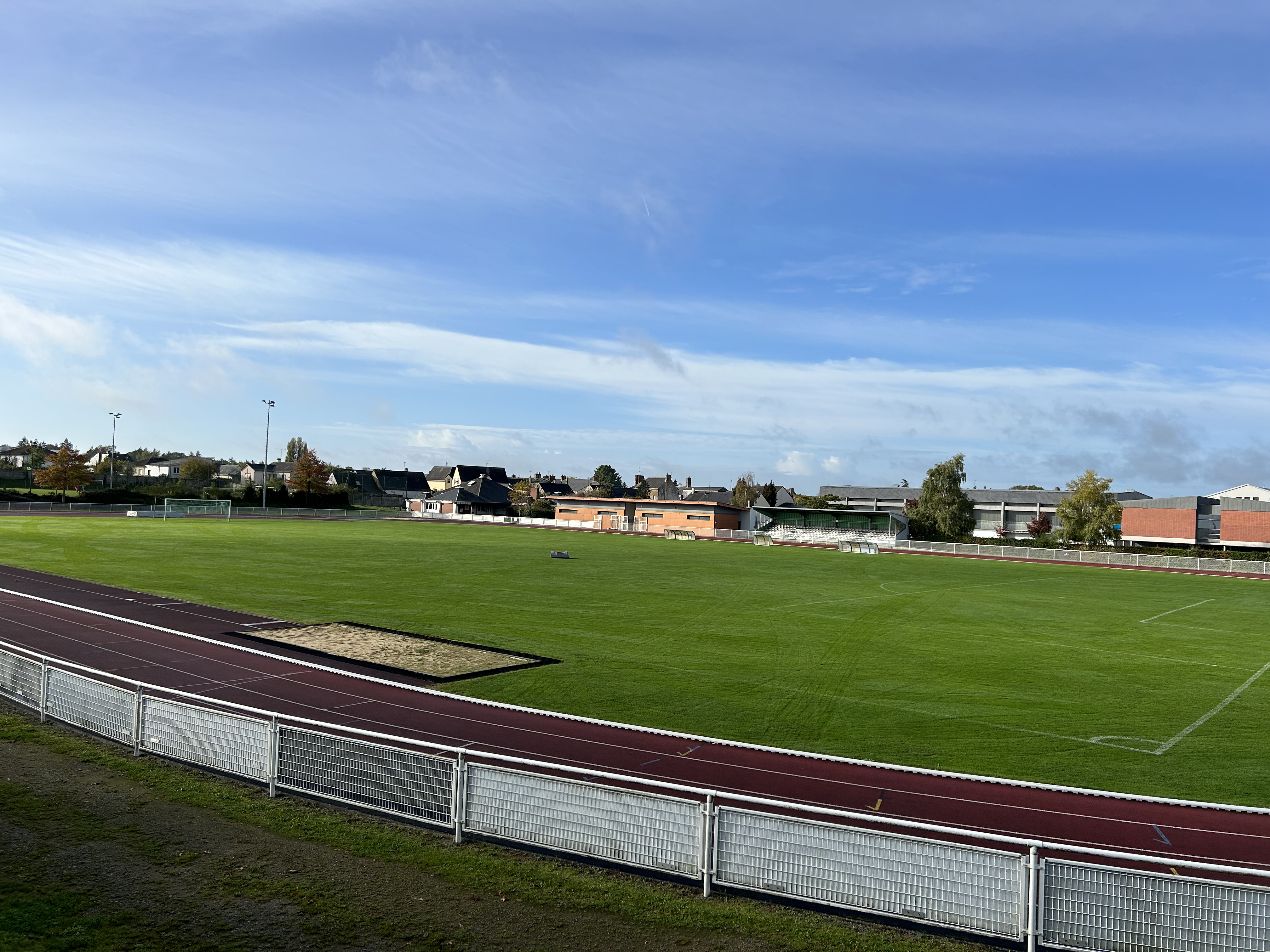
球场

### 教育
埃夫龙属于南特学区。截至2021年1月1日，埃夫龙境内共有2所幼儿园、4所小学、2所初级中学、1所普通高中和1所农业高中。2021至2022学年度，埃夫龙境内共有在校中等教育阶段学生1,348名。
在高等教育方面，埃夫龙境内有一所卫生学校。

### 医疗
截至2021年1月1日，埃夫龙境内共有全科医生9名、保健师6名、牙医3名、护士13名和助产士1名。境内共有药房4家、养老院3家、残疾人帮扶中心1家。
埃夫龙地方医院（Hôpital local d'Évron）是一个独立的公立医院，位于埃夫龙市区西部，设有292个床位。
埃夫龙距离拉瓦勒中心医院（Centre Hospitalier de Laval）的正常车程大约35分钟，后者是法国一个区域性医疗机构，其主病区位于拉瓦勒市区西南部，设有床位673个，是马耶讷省规模最大的公立综合性医院。

### 住房
2020年，埃夫龙境内共有各类住房4,498套，其中78.5%为独立式居民区，19.9%为集中式居民区。常住房屋占埃夫龙市镇范围内居民建筑总量的88.2%。
在住房保障政策方面，2022年，埃夫龙境内共有651户家庭获得了住房经济补助，受益人数占总人口数量的8.5%，其中633份为房租补助。

### 商业
2021年，埃夫龙境内共有各类实体商铺153家，其中餐厅15家、大型超市6家、杂货店1家、面包房6家、肉铺1家、书店1家、装饰品店2家、银行门店4家、美容美发店14家、汽车维修店11家。埃夫龙镇中心附近建有一家家乐福便民超市，市区西南部则建有Super U大型购物超市。

### 体育
2021年，埃夫龙境内共有1家游泳池、4间体育馆、1座综合体育场、4处网球场、5处足球或橄榄球场以及2处篮球或排球场。
截至2024年1月，埃夫龙运动员俱乐部（Club Athlétique Evronnais，编号501949）是埃夫龙境内唯一的一家注册足球俱乐部，成立于1921年，其主队2023至2024赛季参加卢瓦尔河地区大区足球联赛乙组（法国第七级别），其主场为亨利·布勒球场（Stade Henri Breux）。

### 环境
埃夫龙的环境事务由其所属的科埃夫龙市镇公共社区联合各级政府协调负责。2021年，埃夫龙境内共有1家污染企业。

### 治安
2021年，埃夫龙市镇范围内有1处宪兵队。
埃夫龙及其附近的共116个市镇是马耶讷国家宪兵队（zone gendarmerie de Mayenne）的管辖范围。2020年，该宪兵队累计记录各类案件2,576起，其中盗窃类案件1,086起，经济类案件429起，毒品交易类案件150起。

## 文化
2021年，埃夫龙境内共有1家电影院和1家音乐厅。埃夫龙境内建有市政多媒体中心（Médiathèque municipale），每周二至六向公众开放。

### 建筑
埃夫龙境内有多处历史建筑，其中埃夫龙圣母修道院是法国首批法国国家文物保护单位，谢讷利耶尔庄园、蒙特克莱城堡等亦是当地重要的历史建筑。

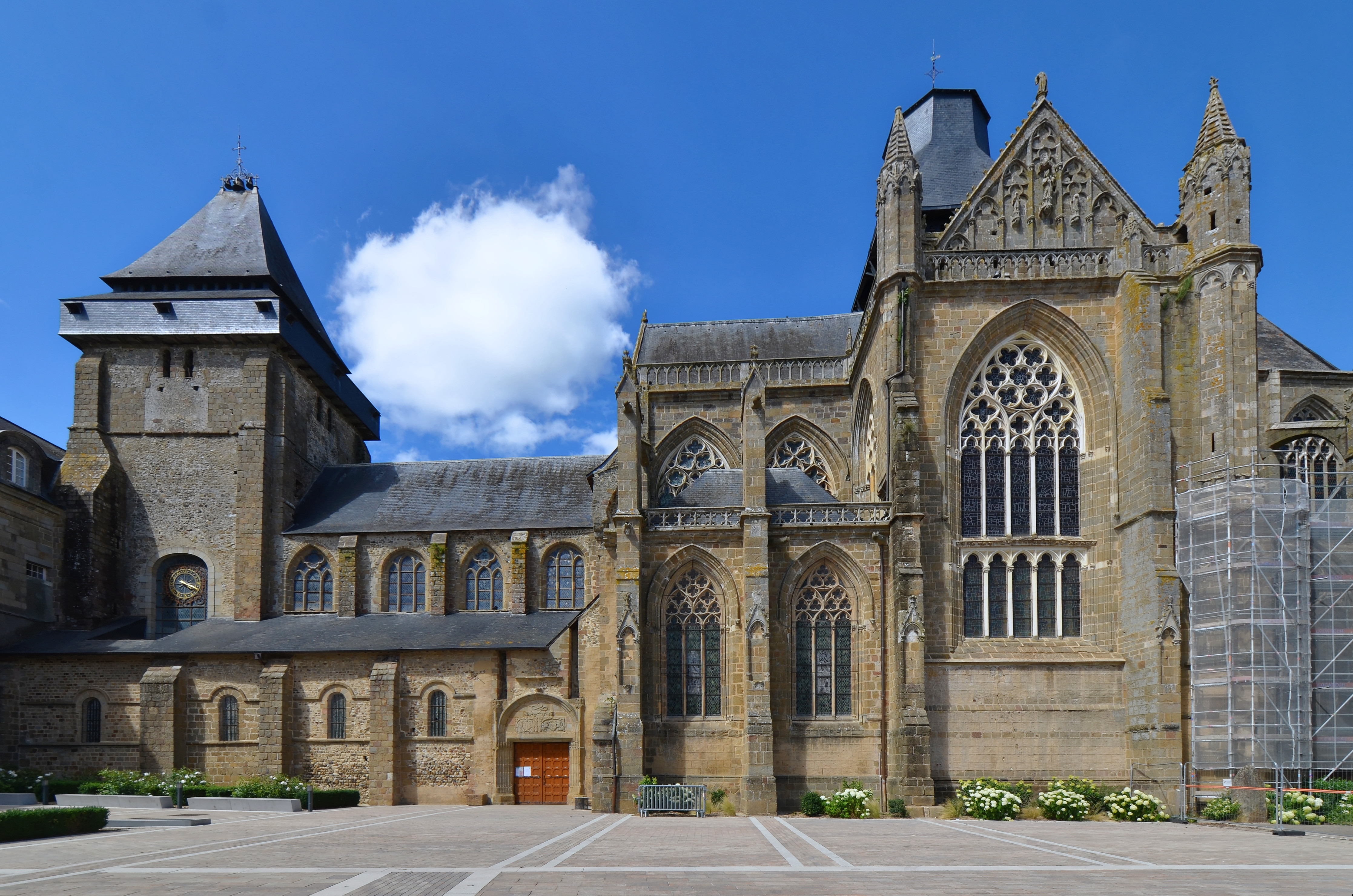
圣母修道院
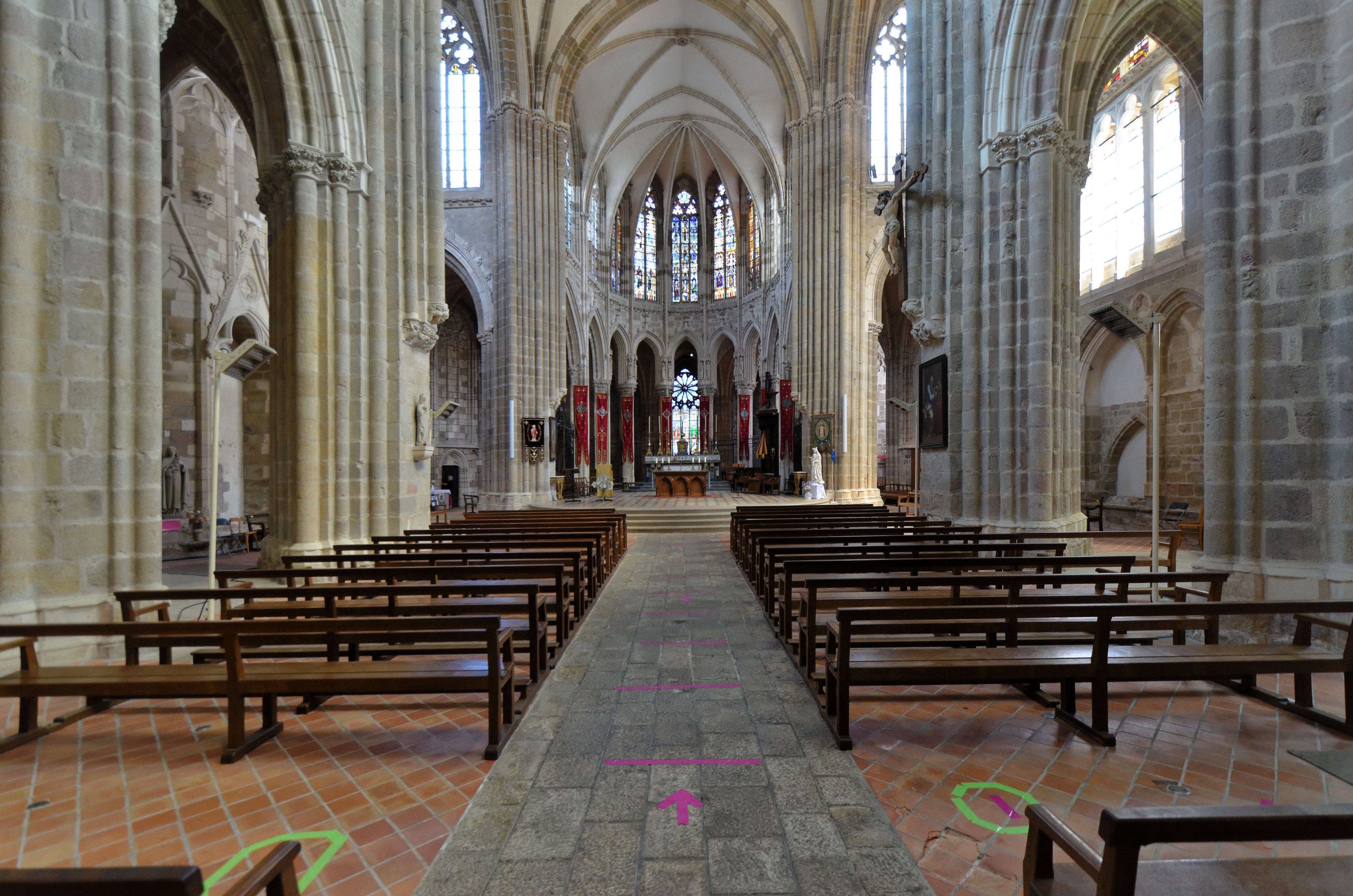
圣母大教堂大厅
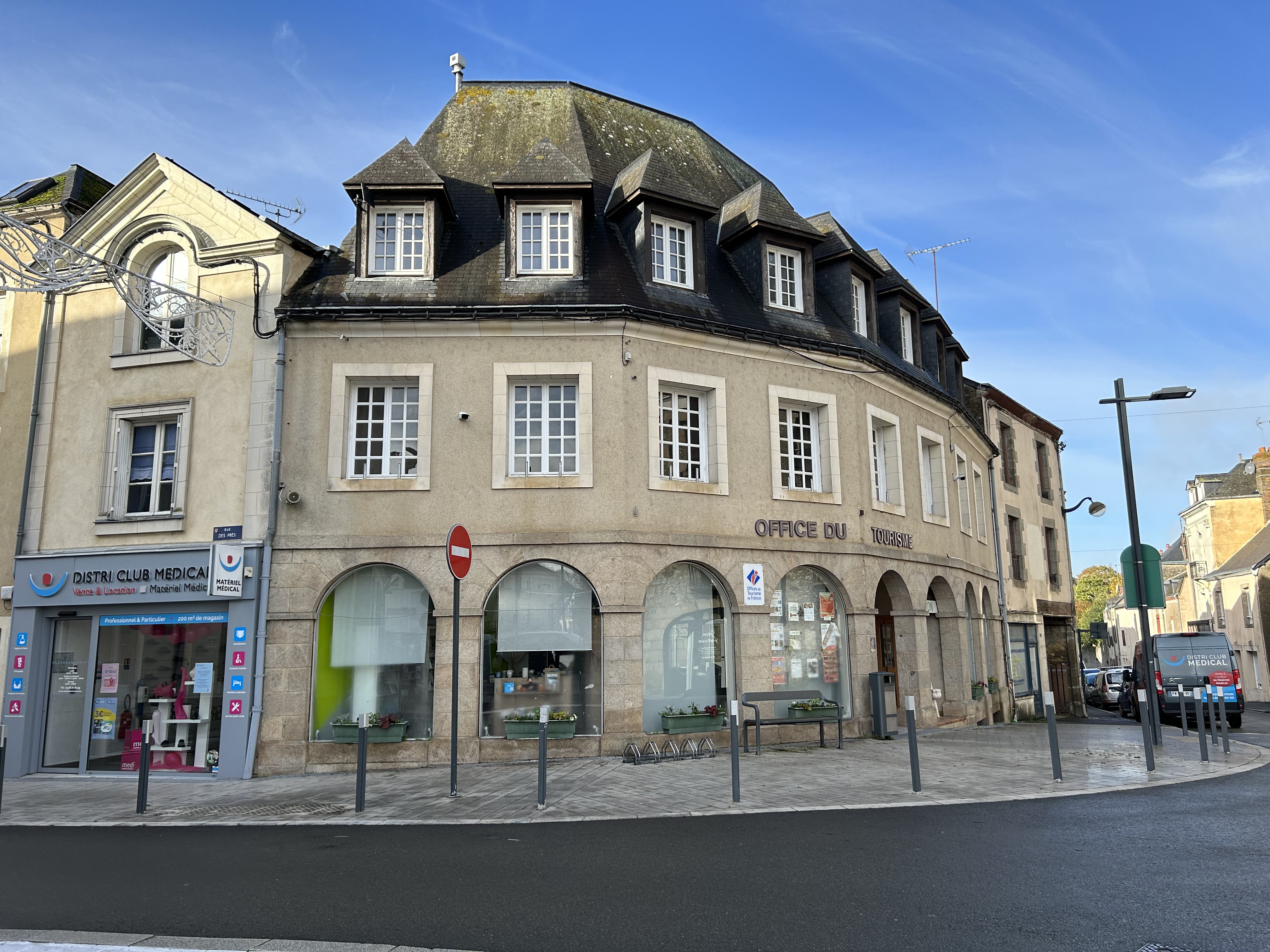
旅游局
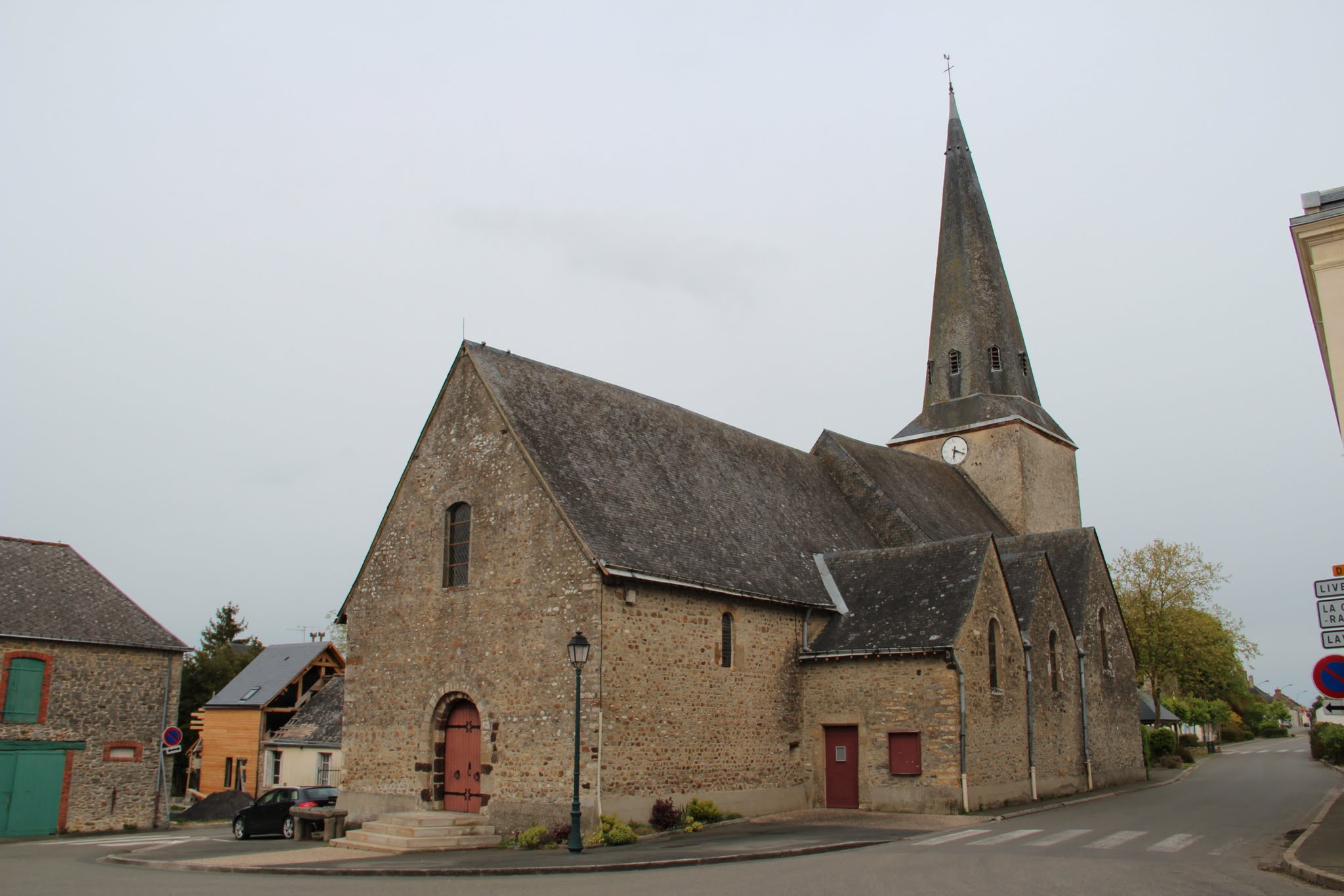
圣克里斯托夫迪吕阿教堂
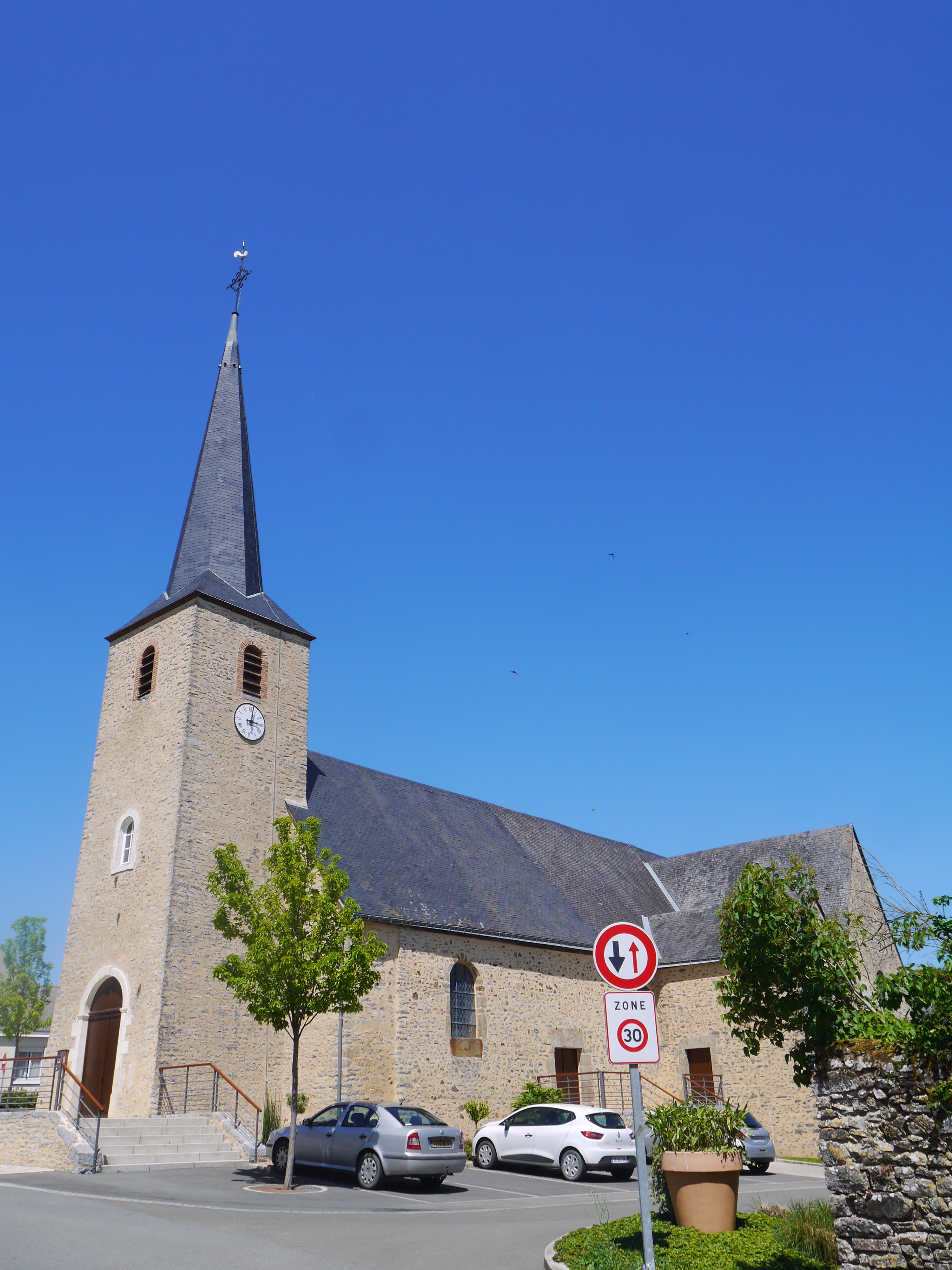
沙特尔拉福雷教堂
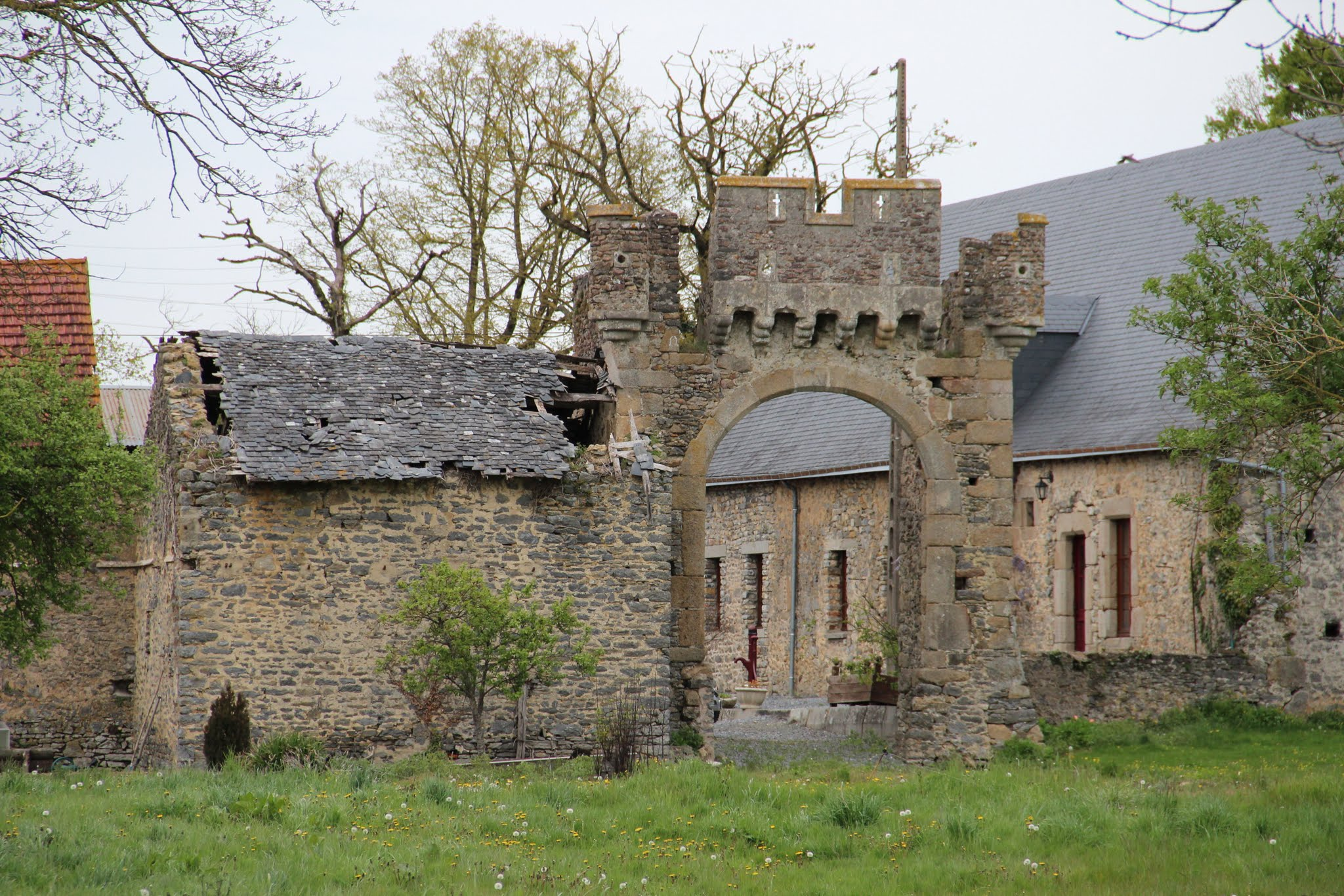
谢讷利耶尔庄园（法语：Manoir de la Chesnelière）
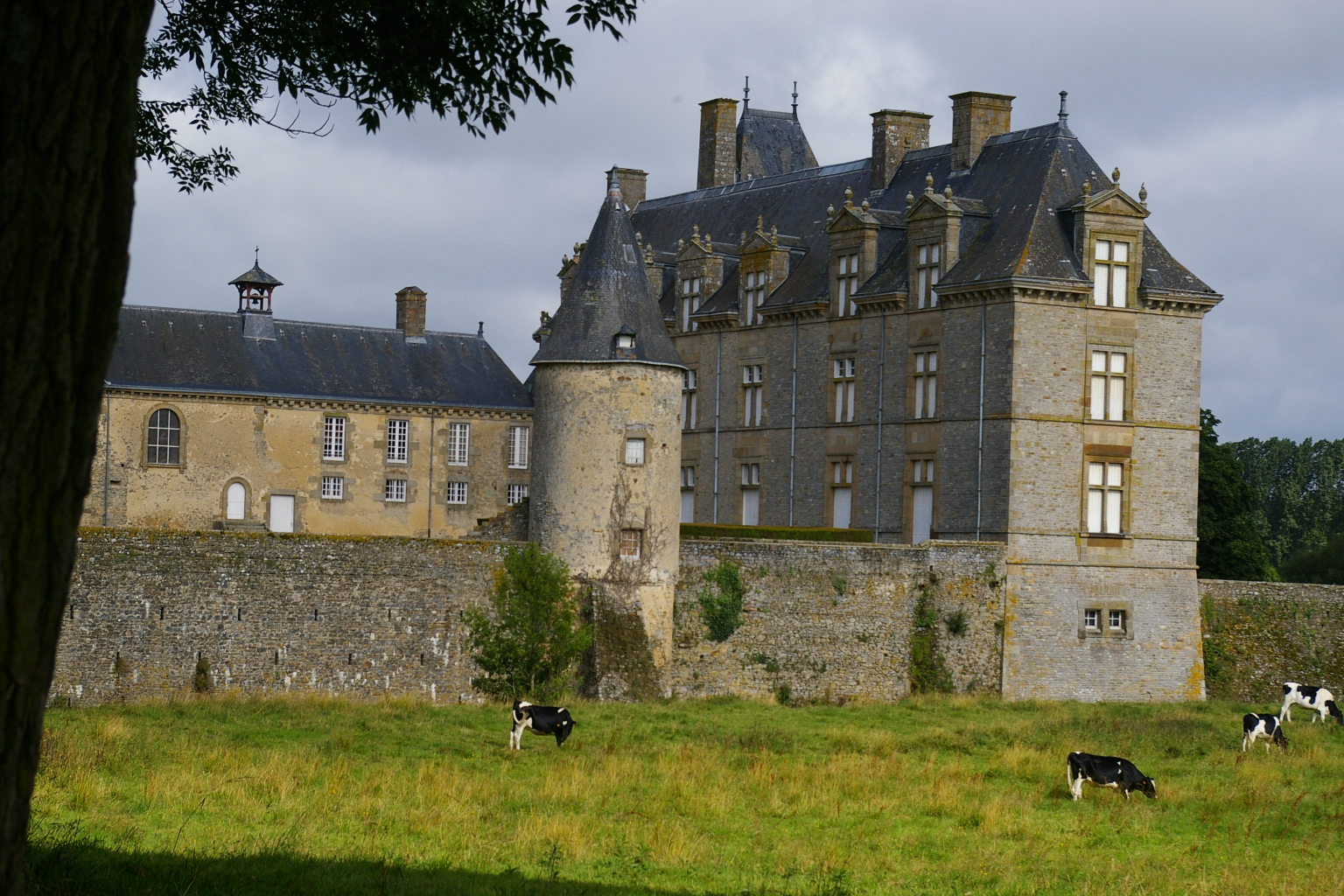
蒙特克莱城堡（法语：Château de Montecler）

### 旅游
埃夫龙的旅游事务由其所属的科埃夫龙市镇公共社区联合各级政府协调负责。2023年，埃夫龙境内共有3家酒店共计34间房间；另有1个露营地，可容纳共91辆露营车。

### 媒体
法国主要的媒体均可在埃夫龙接收，法国电视三台下属的卢瓦尔河地区大区频道在部分时段播出埃夫龙所在马耶讷省的地方新闻。蓝色法兰西马耶讷广播、《法国西部报》、《马耶讷邮报》等是当地主要的地方性媒体。

## 友好城市
截至2024年1月，埃夫龙共与四座城市建立了友好城市关系：
- 德国 维尔德斯豪森
- 英格兰 哈特福
- 波蘭 阿尔韦尼亚
- 拉科塔（法语：Lakota (Côte d'Ivoire)）